# Spoorlijn Zwolle - Almelo
De spoorlijn Zwolle – Almelo is de door de Staat der Nederlanden aangelegde spoorlijn die Zwolle met Almelo verbindt. Op 1 januari 1881 werd de spoorlijn geopend. De lijn is grotendeels enkelsporig. Tussen de stations Wierden en Almelo loopt de lijn samen met de in 1888 aangelegde spoorlijn Deventer - Almelo van de KNLS. Na 1917 is het deel Wierden - Almelo dubbelsporig gemaakt en in 1951 is dat deel geëlektrificeerd. In 2017 werd ook het deel Zwolle - Wierden geëlektrificeerd.

## Geschiedenis
De spoorlijn is onderdeel van de derde staatsaanleg van spoorwegen in Nederland. In deze laatste periode van grootschalige aanleg van spoorlijnen in Nederland werden vooral regionale spoorwegverbindingen aangelegd. Met de aanleg van de spoorlijn kregen Zwolle en de noordelijke provincies een directe verbinding met de internationale spoorwegverbinding tussen Almelo en Salzbergen. Veel doorgaande internationale treinen heeft de spoorlijn Zwolle – Almelo nooit gekend. De exploitatie van de spoorlijn werd, net als op de meeste Staatslijnen, verzorgd door de Maatschappij tot Exploitatie van Staatsspoorwegen.
In 1888 werd door de KNLS de lokaalspoorweg Deventer – Almelo geopend. Deze spoorlijn werd geëxploiteerd door de HSM en viel tussen Wierden en Almelo samen met de lijn Zwolle – Almelo. Na enkele jaren werd deze spoorlijn verbouwd tot hoofdspoorweg en werd het traject tussen Wierden en Almelo geschikt gemaakt om te berijden als dubbelsporig baanvak.
Gezien het groeiende belang van de spoorlijn Deventer – Almelo werd die spoorlijn na 1917 geheel verdubbeld en in 1951 geëlektrificeerd. De spoorlijn tussen Zwolle en Wierden bleef hierbij een enkelsporige regionale zijlijn. In 1998 werd het traject Zwolle - Wierden volledig vernieuwd en geschikt gemaakt voor hogere snelheden, zodat er elke 30 minuten een stoptrein kon gaan rijden. Ook werden de perrons verlengd, de beveiliging vernieuwd en ATB Nieuwe Generatie geïnstalleerd.
Van 13 december 2009 tot 1 april 2013 is de lijn vanwege de bouw van een tunnel voor ruim drie jaar opgedeeld geweest in twee losse trajecten: Zwolle – Nijverdal West en Nijverdal – Almelo.

### Elektrificatie
In 2014 leggen Gedeputeerde Staten een definitief investeringsvoorstel voor elektrificatie aan Provinciale Staten voor. In november 2014 is een aanbesteding openbaar gemaakt voor de elektrificatie van het traject Zwolle – Wierden.
Op 26 mei 2015 werd bekend dat aannemer VolkerRail de werkzaamheden voor de elektrificatie van het spoor tussen Zwolle en Wierden vanaf oktober 2015 mag uitvoeren. In het najaar van 2015 startte VolkerRail met de eerste werkzaamheden aan de elektrificatie van het traject tussen Zwolle en Almelo. Vanaf oktober 2015 tot aan de zomer van 2016 werd er 's avonds na 20:00 uur en in de nacht gewerkt, waarbij 900 masten werden geplaatst langs een spoor van ongeveer 40 kilometer. Na 20:00 uur reden er bussen in plaats van treinen tussen Zwolle en Almelo. De werkzaamheden zijn in oktober 2016 afgerond en de treinen rijden sindsdien weer volgens dienstregeling. Vanaf december 2017 wordt er met elektrische treinen gereden.

## Stations en gebouwen

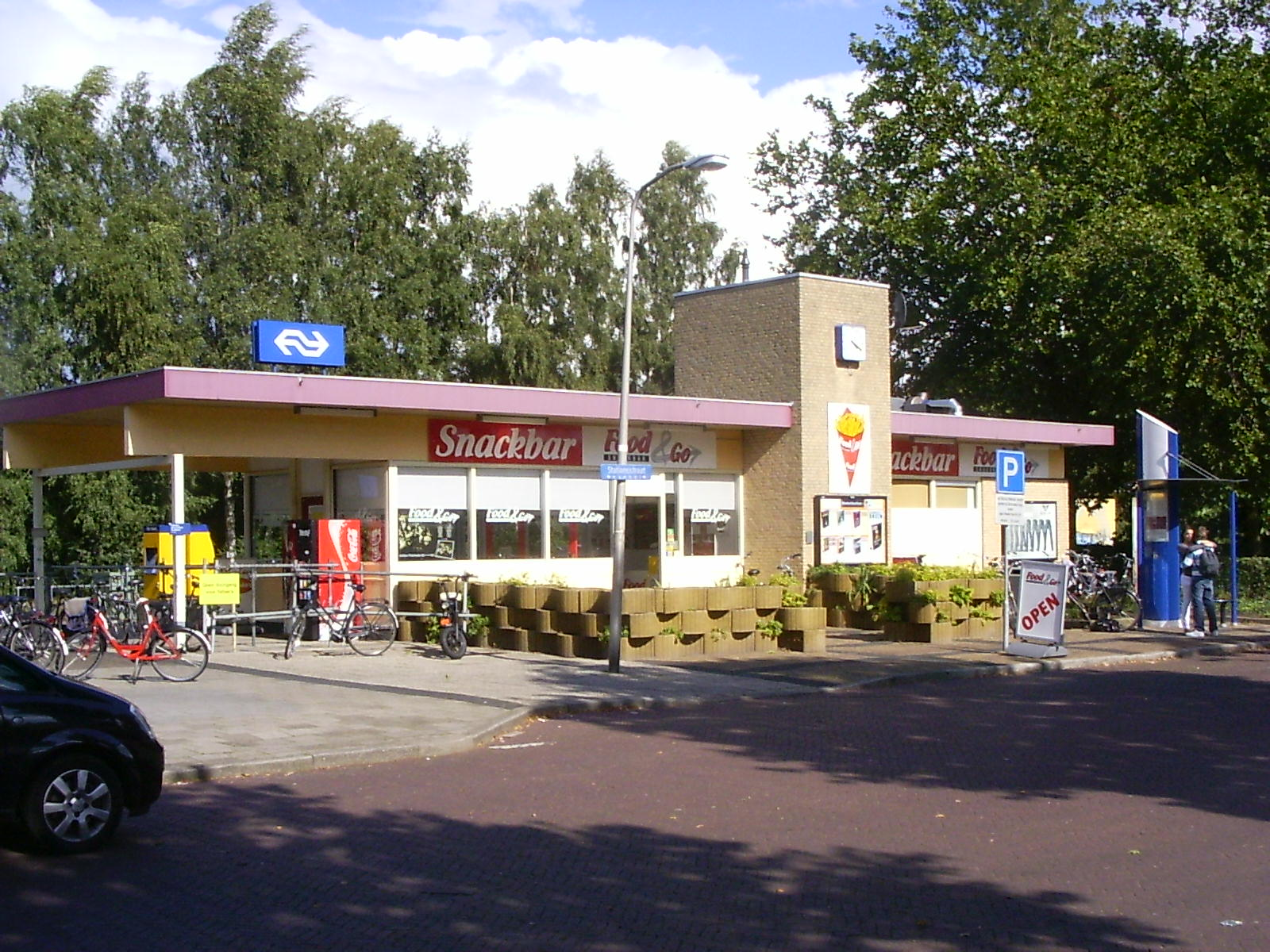
Station Raalte

In Zwolle werd gebruikgemaakt van het bestaande station uit 1866. In Heino wordt voor de opening van de spoorlijn een klein stationsgebouw met woning gebouwd. Station Raalte krijgt een wat groter stationsgebouw met een puntgevel in het midden. De stations Hellendoorn-Nijverdal en Wierden krijgen een iets vergrote versie van het stationsgebouw van Heino. Het stationsgebouw van Hellendoorn-Nijverdal wordt echter van een tweede eindgebouw voorzien. Deze ruimte biedt plaats aan het postkantoor. In Almelo wordt het oude vervallen stationsgebouw van de Spoorweg-Maatschappij Almelo – Salzbergen in 1882 vervangen door een nieuw stationsgebouw. Het station is van een uniek ontwerp en heeft onder andere twee verschillende vleugels en een torentje. In 1900 worden diverse perrongebouwen met onder andere dienst- en restauratieruimte geopend. Het station Hellendoorn-Nijverdal wordt in 1925 hernoemd in Nijverdal Noord. Tien jaar later krijgt het station de huidige naam Nijverdal.

### Vervanging van stationsgebouwen
In de jaren 60 en 70 werd in heel Nederland een groot aantal vooroorlogse stationsgebouwen gesloopt. De stations waren door het veranderen van de functies vaak niet langer efficiënt te gebruiken. Daarnaast was het onderhoud van de gebouwen een kostbare zaak geworden. In die periode werden alle stationsgebouwen langs de spoorlijn Zwolle – Almelo, met uitzondering van Zwolle, vervangen. In Almelo werd in 1962 het nieuwe stationsgebouw in gebruik genomen. Hier vallen vooral de klokkentoren en de grote luifel boven het gebouw en het stationsplein op. De perrongebouwen en -overkapping blijven bij de nieuwbouw gehandhaafd.
In Wierden (1965), Nijverdal (1971) en Raalte (1978) worden de oude stationsgebouwen vervangen door standaardontwerpen. De functie van het stationsgebouw van Heino wordt in 1980 overgenomen door slechts een abri. Het stationsgebouw blijft wel bewaard.

### Ontwikkelingen rond station Nijverdal
Het spoor door Nijverdal is als onderdeel van het Combiplan Rijksweg 35 deels in een tunnel verlegd. Hierbij is het station van Nijverdal verplaatst en dichter bij het centrum gekomen. Tijdens de werkzaamheden werd het tijdelijke station Nijverdal West gebruikt als eindpunt voor de treinen uit Zwolle. In de periode 2010-2012 waren beide stations in gebruik, waarbij doorgaand treinverkeer niet mogelijk was. De stoptreindienst Zwolle – Almelo – Enschede werd hierbij opgedeeld in twee delen. Op 1 april 2013 is het spoordeel van de Salland-Twentetunnel en het nieuwe station Nijverdal in gebruik genomen.

## Dienstregeling
Tussen Zwolle en Almelo werd lange tijd in een uurdienst gereden aangezien de baanvaksnelheden te laag waren. Pas eind jaren 90 werd het mogelijk om elke half uur te rijden aangezien de afstand Heino-Nijverdal toen binnen 15 minuten gereden kon worden.

### Dienstregeling 20e eeuw tot 1998
Tussen Zwolle en Almelo werd tot 1998 uurdienst gereden, met enkele spitsversterkers. Hierbij reden de meeste treinen voor de jaren 50 en vanaf eind jaren 60 van en naar Enschede. Tussen Zwolle en Almelo als stoptrein, tussen Almelo en Enschede als sneltrein. In 1987 werd de treindienst weer ingekort tot Almelo. Alleen in de spits reden nog enkele treinen van en naar Hengelo of Enschede.

### Dienstregeling 1998 en 1999
In 1996 wordt de stoptreindienst opnieuw doorgetrokken naar Enschede. Samen met de stoptreindienst Deventer – Enschede rijdt er elk half uur een stoptrein tussen Wierden en Enschede. Bij het ingaan van de dienstregeling 1998/1999 in mei 1998 was het de bedoeling dat de stoptreinen Zwolle – Enschede tweemaal per uur gaan rijden en de stoptreindienst uit Deventer ingekort worden tot Almelo. Het traject was niet tijdig geschikt voor het gebruik van het nieuwe DM '90 waardoor het tot januari 1999 duurt voordat de gewenste halfuursdienst tussen Zwolle en Wierden gereden kon worden. De stoptreinen uit Deventer reden de hele dienstregelingperiode door tot Enschede. Tot januari 1999 wordt met drie verschillende nooddienstregelingen gereden.
- Van mei tot eind oktober reed er een pendeldienst tussen Zwolle en Wierden.
- Van 24 oktober tot 2 november reden pendeldiensten tussen Zwolle en Heino en tussen Nijverdal en Wierden en zorgden bussen voor vervangend vervoer tussen Heino en Nijverdal.
- Van 2 november tot 11 januari wordt de pendeldienst vanuit Zwolle verlengd tot Raalte.

### Dienstregeling 1999-2018
Hierna kan uiteindelijk elk half uur tussen Zwolle en Wierden gereden worden. Met het ingaan van de nieuwe dienstregeling 1999/2000 wordt de treindienst weer doorgetrokken naar Enschede.
Met ingang van dienstregeling 2010 werd een tijdelijk station in gebruik genomen: Nijverdal West. Het spoor tussen Nijverdal West en Nijverdal werd buiten gebruik gesteld om een tunnel te kunnen aanleggen. De treindienst werd dus gesplitst in twee afzonderlijke stoptreindiensten: Zwolle – Nijverdal West en Nijverdal – Enschede. Tussen de twee stations in Nijverdal reden bussen. Deze situatie duurde tot 1 april 2013, daarna is de doorgaande verbinding hersteld. Door de bus duurde de reis een half uur langer en reizigers tussen Almelo en Zwolle konden beter via Deventer reizen.

### Dienstregeling 2018-heden
Op 15 april 2013 werd bekend dat de Provinciale Staten akkoord gaan met de decentralisatie van de treindienst tussen Zwolle en Enschede. De treindienst kwam in december 2014 in handen van de provincie Overijssel en Regio Twente. Behalve de twee stoptreinen per uur, rijdt er van maandag tot en met vrijdag overdag ook elk uur een intercity. De intercity stopt onderweg in Raalte, Nijverdal, Almelo en Hengelo. Deze intercity reed in de eerste instantie tussen Raalte en Enschede, per 28 augustus 2018 werd de route verlengd naar Zwolle toen daar de infrastructuur werd aangepast.

## Materieelinzet

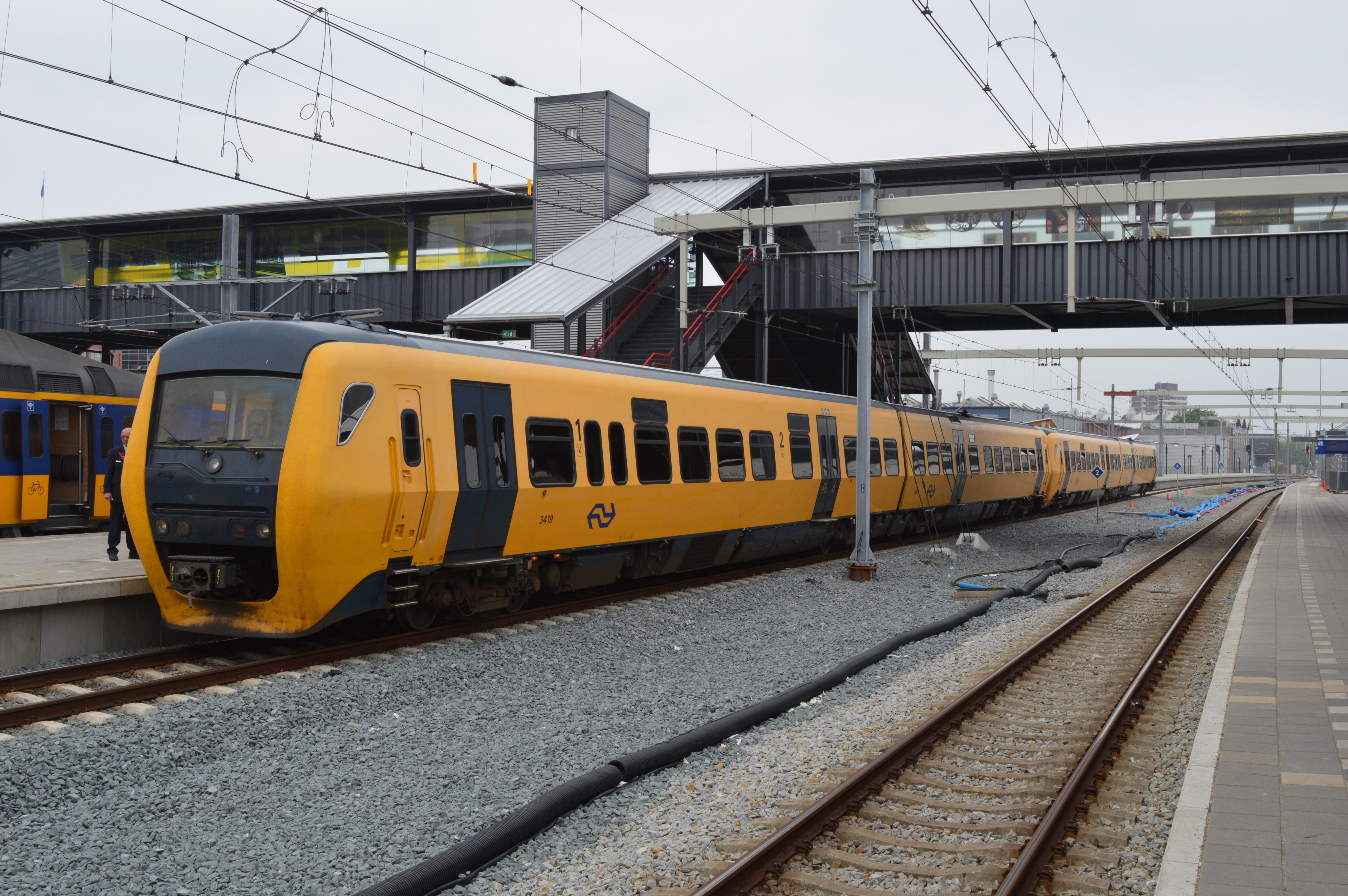
Treinstellen type DM '90 3419 en 3415 te Zwolle voor vertrek naar Almelo; 19 mei 2013

Na het beëindigen van de stoomtractie op het traject begin 1953 nemen de motorrijtuigen DE 1 en treinstellen DE 2 de treindienst tussen Zwolle en Almelo over. Ook bij het doortrekken van de treindienst naar Enschede blijft dit materieel op dit baanvak rijden. In 1985 nemen de treinstellen Plan U en (wegens gebrek aan dieseltreinstellen) trek-trektreinen bestaande uit diesellocomotieven van de serie 2200 en Plan E-rijtuigen de treindienst over. Twee jaar later wordt de treindienst weer ingekort en keren de DE 2-treinstellen terug op het traject.
Vanwege het groeiende reizigersaanbod worden vanaf januari 1995 weer Plan U-treinstellen ingezet. De DE 2-treinstellen rijden hierna een enkele spitsslag. In 1998 werd de halfuursdienst op het traject ingevoerd. Het was hierbij de bedoeling om met DM '90 te gaan rijden. Het traject was niet op tijd geschikt voor het gebruik van de treinstellen waardoor het Plan U-materieel nog tot januari 1999 op het traject blijft rijden. Vanaf dat moment reed op de verbinding uitsluitend DM '90.
Sinds 10 december 2017 rijdt Keolis Nederland onder de naam Blauwnet op deze spoorlijn met elektrische FLIRT-treinstellen.